# Vishishtadvaita
A visistadvaita magasan a legtekintélyesebb hindu filozófia a Védánta tradíción belül. A védánta hivatkozik a Prasathanatryin alapuló Védák mély interpretációjára. Vishishta Advaita, jelentése "nem-kettősség megkülönböztetéssel", egy nonduális filozófia, ami elismeri Brahmant a legfőbb realitásnak, miközben a sokszínűségét is elismeri. Ez a filozófia a kvalifikált monizmus egy formájaként jellemezhető, jelzős monizmusként vagy kvalifikált nondualizmusként. Fenntartja a hitet abban, hogy minden sokféleség végül egy fundamentális mögöttes egységből ered. Ramanuja, a 11-12. századi filozófus, a legfőbb indítványozója a Visistadvaita filozófiának állítja, hogy a Prasthanatrayit ("A három tanfolyam"), nevezetesen az Upanisadokat, a Bhagavad Gítát, és a Brahma Szútrákat azon módon kell értelmezni, ami megmutatja ezt az egységet a sokféleségben, bármely egyéb mód sértené a következetességet. Vedanta Desika, egy másik fő tudós, aki jelentős segítséget nyújtott a Visistadvaita filozófiát kibővíteni, meghatározza, Visistadvaita használja a nyilatkozatot, Asesha Chit-Achit Prakaaram Brahmaikameva Tatvam: Brahman, mint érző és érzéketlen módok (vagy tulajdonságok) által minősített, az egyetlen realitás.

## Kulcsfontosságú alapelvei
Három kulcsfontosságú alapelv van a Visistadvaitában:
Tattva: A tudás három entitása, melynek nevei: jiva (élő lelkek, az érző), ajiva (a nem érző), és Ísvara (Vishnu-Narayana vagy Parahbrahman, Legfőbb-maga (Legfőbb lélek / Legfelsőbb lélek / Legfőbb énség / Legfelsőbb énség) és az oka az összes megnyilvánulásnak és a kegyelem adományozója a lélekben lakó karmának.
Hita: A realizációt jelenti, mint bhakti (odaadás) és prapatti (maga-megadás, [a lélek önátadása, az énség önátadása).
Purushartha: Az elért cél, ami a móksa vagy felszabadulás a rabság alól.

## Ismeretelmélete (episztemológiája)

### Pramanák
A Pramana hivatkozik a helyes tudásra, mely az alapos érvelésből származik, minden dologról. Pramana ("a tudás forrásai", szanszkrit) formák egy része a triputiból (hármas).
1. Pramatir, a szubjektum, a tudója a tudásnak.
2. Pramana, az oka vagy az eszközei a tudásnak.
3. Prameya, a tárgya a tudásnak.
A visistadvaita védántában csak a következő három pramanas elfogadott a tudás érvényes eszközeiként:
Pratyaksa - Az észlelés eszközeivel szerzett tudás. Az észlelés arra a tudásra utal, mely a külső tárgyak megismeréséből származik, ami a szenzoros észlelésen alapszik. A modern használatban ez magában foglalja a tudományos eszközökkel történő megfigyelés útját, mivel ezek az észlelés kiterjesztései.
Anumana - A következtetés eszközeivel szerzett tudás. A következtetés utal a deduktív érveléssel és az analízissel szerzett tudásra.
Shabda - A shruti eszközeivel szerzett tudás. A shruti utal a szentírásból szerzett tudásra, elsősorban az Upanishadokra, a Brahma Szútrákra és a Bhagavad Gítára.

#### Az ismeretelméletének (episztemológiájának) szabályai
Három szabálya van a rangsornak, amikor látszólag konfliktus áll fent a tudás megszerzésének három módja között:
Shabda vagy Shruti, A Pramana a legmagasabb pozíciót foglalja el olyan ügyekben, amelyeket a Pratyaksha (észlelés) vagy az Anumana (következtetés) útján nem lehet megoldani.
Anumana foglalja el a következő helyet. Amikor egy probléma nem oldható meg kizárólag a szenzomotoros észelelésen keresztül, következtetés alapján oldják meg, azaz a leglogikusabb érv alapján.
Amikor a pratyaksa eredményez egy végleges álláspontot egy partikuláris problémára, ilyenkor a Shabda értelmezése során az észlelés nem hagyható figyelmen kívül oly módon, hogy megsérti az észlelést.